# Министерство военно-морских сил КША
Министерство военно-морских сил Конфедеративных Штатов Америки — Департамент гражданской службы Конфедерации, ответственный за управление делами Военно-Морского Флота Конфедерации и корпуса морской пехоты Конфедерации. Оно было официально учреждено 21 февраля 1861 года. Основано 21 февраля 1861 года.

## История
Министерство военно-морского флота было создано актом временного Конгресса южан в Монтгомери, штат Алабама, который вступил в силу 20 февраля 1861 года. Этим законом также была учреждена должность секретаря Военно-Морского Флота, который в соответствии с законом уполномочен заниматься всеми делами, связанными с военно-морскими силами Конфедерации. Президент Джефферсон Дэвис выдвинул кандидатуру Стивена Мэллори, и он был утвержден Конгрессом.
9 мая 1862 года министр Мэллори отдал приказ Джеймсу Д. Буллоку отправиться в Лондон, чтобы выступить в качестве агента Конфедерации по обеспечению безопасности шести новых судов, вооружений и припасов для зарождающегося флота Конфедерации. Эти поручения предоставили Буллоку широкие полномочия в выборе этих судов, но указывали, что эти суда должны быть пригодны для коммерческого рейдерства. Кроме того, в приказах указывалось, что для каждого судна должна быть приобретена по крайней мере одна нарезная пушка с боеголовками Armstrong.
Поправка к этому закону, принятая 21 мая 1861 года, предоставила Министерству военно-морских сил право выдавать патенты на вооружённые суда, плавучие батареи или другие средства защиты.

## Организация

### Состав министерства
Ключевые должности Министерства военно-морских сил включали:
- Секретарь военно-морского флота

Стивен Мэллори (с 4 марта 1861 по 20 мая 1865 года);
- Главный конструктор: должность учреждена 30 апреля 1863 года[4]

Джон Л. Портер (с 30 Апреля 1863 по 20 мая 1865);
- Главный инженер: должность учреждена 21 апреля 1862[4]

Уильям П. Уильямсон (21 Апреля 1862 по Апрель 1865);
- Военно-морской советник президента[4];

Джон Тейлор-Вуд (1863 — Май 1865);
- Регистр военно-морского флота: учреждён 4 апреля 1863 года[4]

Джеймс С. Джонс;
- Морское агентство в Европе[4]:

Джеймс Буллок (11 июня 1861 — апрель 1865)
Джеймс Х. Норт (17 мая 1861 — апрель 1865)
Джордж Т. Синклер (7 мая 1861 − 28 апреля, 1865)
Мэтью Ф. Мори (20 сентября 1862 — апрель 1865)
Самуэль Баррон (29 августа 1863 — март 1865).

### Офисы и Бюро
Управление специальной службы
Управление специальной службы отвечало за строительство деревянных канонерских лодок.
Бюро заказов и деталей
За управление кадровыми делами Военно-Морского Флота отвечало Бюро приказов и информации. Оно отвечало за обучение офицеров и экипажей кораблей, набор для ВМФ. Капитан Уильям Ф. Линч был начальником бюро в 1862 году и капитан Форрест в 1862 году.
Бюро боеприпасов и гидрографии
Бюро возглавлялось Джоном Бруком с 1863 года до окончания Гражданской войны.
Торпедное Бюро
Торпедное Бюро не входило в состав Военно-Морского Министерства. Оно подчинялось военному ведомству, то есть армии. В состав службы батарей подводных лодок входили специалисты по торпедам ВМС. Оно было создано 31 октября 1862 года под командованием коммандера Мэтью Фонтейна Мори. Служба подводных батарей в основном использовала торпеды с электрическим подрывом для защиты водных путей Юга.
Управление снабжения и одежды
Бюро продовольствия и одежды, позднее Управление продовольствия и одежды, было поручено снабжать суда продовольствием и одеждой.
Управление медицины и хирургии
Бюро медицины и хирургии отвечало за функционирование нескольких медицинских учреждений в южных портах. Эту кафедру возглавил Уильям У. А. Спотсвуд на протяжении всей войны.
Корпус Морской Пехоты Конфедерации
Корпус морской пехоты Конфедерации был учрежден актом временного Конгресса 16 марта 1861 года. В соответствии с первоначальным законодательством корпус морской пехоты Конфедерации должен был стать батальоном численностью в шесть рот и штабным подразделением, возглавляемым майором. Корпус позже был расширен в полк после акта временного Конгресса 20 мая 1861 года; этому способствовала призыв в Арканзасе, Северной Каролине, Теннесси и Вирджинии. Недавно расширенный корпус должен был состоять из 1000 человек. Первым комендантом корпуса стал полковник Ллойд Дж. Бил, который был назначен на эту должность 23 мая. 1 июня 1861 года корпус морской пехоты Вирджинии был включён в состав корпуса морской пехоты Конфедерации. В 1862 году первый Конгресс Конфедерации выделил сумму в размере $243,322 (CSA) на деятельность корпуса морской пехоты Конфедерации.